# Power and the Glory (canción de Phil Ochs)
«Power and the Glory» (a veces titulada «The Power and the Glory») es una canción patriótica estadounidense de Phil Ochs, un cantante de protesta de los Estados Unidos de la década de 1960 conocido por ser un duro crítico del establishment militar e industrial estadounidense. Originalmente lanzada en su álbum debut de 1964, All the News That's Fit to Sing, se dice que "Power and the Glory" contribuyó al profundo impacto de Ochs.

## Historia
Se dice que el cantante y compositor Phil Ochs "pasó la mitad de su vida adulta esquivando micrófonos del FBI escondidos en su sopa". En 1963, Ochs no era muy bien considerado por el Gobierno de los EE. UU. y era considerado uno de los críticos más duros del establishment militar e industrial estadounidense. Ese mismo año, Ochs comenzó a escribir "Power and the Glory", una canción que honra la forma de vida que América simbolizaba para el mundo. Mientras componía la canción, Ochs le dijo a su hermana Sonny que estaba escribiendo "la mejor canción que jamás escribiré".
La canción ha sido descrita como un "himno... con letras que podrían haber sido escritas por el gran Woody Guthrie". Se dice que es el himno patriótico estadounidense que mejor combina el sueño americano con los ideales cristianos desinteresados "Power and the Glory" consta de tres versos, cada uno seguido de un estribillo. El primer verso invita al oyente a caminar con el cantante y describe algunas de las maravillas naturales de los Estados Unidos. El segundo verso nombra algunos de los estados por los que viajarían el oyente y el cantante. El tercer verso señala que Estados Unidos es "tan rico como los más pobres de los pobres" pero también "tan fuerte como nuestro amor por esta tierra". El coro de "Power and the Glory" describe a Estados Unidos como "una tierra llena de poder y gloria":

Here's a land full of power and glory
Beauty that words cannot recall
Oh her power shall rest on the strength of her freedom,
Her glory shall rest on us all.

Un cuarto verso, no agregado al lanzamiento de la producción final, pero encontrado en una grabación de demostración pirata y confirmado por la hermana de Ochs, Sonny, contiene un llamado a la acción:

Yet our land is still troubled by men who have to hate
They twist away our freedom and they twist away our fate
Fear is their weapon and treason is their cry.
We can stop them if we try.

## Legado
Se dice que "Power and the Glory" contribuyó al profundo impacto de Ochs. "Power and the Glory" también ha sido versionada por muchos intérpretes, entre ellos Theodore Bikel, Anita Bryant, Ronnie Gilbert, Pete Seeger, The Limeliters, Clem Tholet y el Coro de soldados del ejército de EE. UU. Ochs, que era una izquierdista, se sintió particularmente divertida por la versión de Bryant debido a sus opiniones políticas de derecha. En 1974, Ochs volvió a grabar la canción con un nuevo arreglo, con un acompañamiento de pífano y tambor, que estaba influenciado por la versión de Bryant. La versión de Ochs de 1974 fue lanzada como sencillo. En 2018, Billy Bragg escribió que "Power and the Glory" "debería cantarse en las escuelas de todo Estados Unidos".